# Die Gleichung ihres Lebens
Die Gleichung ihres Lebens (Originaltitel Le Théorème de Marguerite, englischer Titel Marguerites Theorem) ist ein französisch-Schweizer Spielfilm aus dem Jahr 2023 von Regisseurin Anna Novion mit Ella Rumpf, Jean-Pierre Darroussin, Julien Frison und Clotilde Courau.

## Handlung
Die 25-jährige Mathematikerin Marguerite Hoffmann ist Doktorandin der École normale supérieure (ENS) in Paris und einzige Frau im Promotionsprogramm von Professor Laurent Werner. In ihrer Dissertation beschäftigt sie sich mit der Goldbachschen Vermutung.
Ein weiterer Dissertant von Professor Werner ist Lucas Savelli. Bei einer Präsentation von Marguerites Arbeit vor dem versammelten Kollegium entdeckt Lucas einen gravierenden Fehler, der ihre gesamte Arbeit in Frage stellt. Marguerite verlässt daraufhin den Saal. Sie beschließt, ihre Arbeit nicht mehr fortzusetzen und das Studium abzubrechen. Marguerite sucht sich einen Aushilfsjob und lernt die junge, lebenslustige Noa kennen, mit der sie zusammenzieht. Die beiden Frauen kämpfen darum, ihre Miete zu bezahlen. Marguerite beginnt Mah-Jongg zu spielen, nimmt an Turnieren teil und macht es zu ihrer Haupteinnahmequelle.
Marguerites Mutter Suzanne und Professor Werner versuchen, Marguerite wieder zur Forschung zu bringen. Diese möchte zwar zunächst mit der ENS nichts mehr zu tun haben, beschäftigt sich allerdings wieder mit der Goldbachschen Vermutung, zunächst allein, später nimmt sie wieder mit Lucas Savelli Kontakt auf, mit dem sie in der Folge zusammenarbeitet. Marguerite macht Fortschritte mit ihrer Arbeit und schließlich kann sie Ergebnisse auf einer Konferenz in Lausanne präsentieren, zu der auch Lucas und Professor Werner eingeladen wurden.

## Besetzung und Synchronisation
Die deutschsprachige Synchronisation übernahm die Digital Media Technologie. Dialogregie führte Celine Fontanges, die auch das Dialogbuch schrieb.
| Rolle               | Darsteller             | Synchronsprecher |
| ------------------- | ---------------------- | ---------------- |
| Laurent Werner      | Jean-Pierre Darroussin | Stephan Schwartz |
| Lucas Savelli       | Julien Frison          | Jonas Minthe     |
| Marguerite Hoffmann | Ella Rumpf             | Maria Wardzinska |
| Mr. Kong            | Xiaoxing Cheng         | Martin Brücker   |
| Noa                 | Sonia Bonny            | Jamila Boukhers  |
| Suzanne Hoffmann    | Clotilde Courau        | Tina Eschmann    |
| Yanis               | Idir Azougli           | Ivo Möller       |

## Produktion und Hintergrund
Der Film wurde von der französischen TS Productions (Produzenten Milena Poylo und Gilles Sacuto) in Koproduktion mit der Schweizer Beauvoir Films (Produzenten Aline Schmid und Adrian Blaser) produziert. Beteiligt waren France 2 Cinéma und Radio Télévision Suisse.
Den Weltvertrieb übernahm Pyramide International und in Deutschland der Weltkino Filmverleih. Unterstützt wurde die Produktion von Loterie Romande, vom Bundesamt für Kultur und von Film Paris Region.
Die Kamera führte Jacques Girault, die Musik schrieb Pascal Bideau, die Montage verantwortete Anne Souriau und das Casting Brigitte Moidon und François Guignard. Das Szenenbild gestaltete Anne-Sophie Delseries und das Kostümdesign Clara René. Als wissenschaftliche Beraterin fungierte die Mathematikerin Ariane Mézard.

## Veröffentlichung
Premiere war am 22. Mai 2023 im Rahmen der 76. Internationalen Filmfestspiele von Cannes, wo der Film außerhalb des Wettbewerbs als Sonderaufführung lief.
Kinostart war in Frankreich am 1. November 2023 und in der Schweiz am 14. Dezember 2023. In Deutschland kam der Film am 27. Juni 2024 in die Kinos, in Österreich am darauffolgenden Tag.

## Rezeption
Am 17. Mai 2024 waren 5 von 11 bei Rotten Tomatoes aufgeführte Kritiken positiv bei einer durchschnittlichen Bewertung von 5,0 der 10 möglichen Punkte.
Gaby Sikorski vergab auf Filmstarts.de 2,5 von 5 Sternen. Ella Rumpf profiliere sich als großartige Charakterdarstellerin in einem Film, der sehr bemüht sei, das ungewöhnliche Schicksal eines weiblichen Mathematikgenies zu zeigen, dabei leider einige überflüssige Klischees bediene und letztlich auf allzu bewährte Versatzstücke zurückgreife.
Birgit Roschy bewertete den Film auf epd-film.de mit vier von fünf Sternen. Der gute Ausgang dieses Ausbruchs aus der Sphäre der Wissenschaft ins pralle Leben sei im Groben vorhersehbar. Dennoch überrasche dieser Film mit unorthodoxer Körper-Geist-Kombinatorik. Der Film sei nebenbei eine Studie der Isolation eines weiblichen Nerds in einer Männerwelt. Es sei erfrischend anzusehen, wie Marguerite sich die Welt nach ihren Vorstellungen formt und erfreulich, wie subtil Regisseurin Anna Novion die Vorzüge des Gegen-den-Strich-Handelns herausarbeite.
Die österreichische Programmzeitschrift TV-Media vergab zwei von vier Punkten. Das Drama lebe lang vom Spiel Ella Rumpfs, ehe es gegen Ende Richtung Rom-Com kippe. Die akademische Welt der Mathematik werde nachvollziehbar und interessant erzählt und visualisiert. Nur die Hauptfigur sei eher unsympathisch gezeichnet und bleibe es zu lange, um eine tiefe Bindung im Publikum auszulösen.

## Auszeichnungen und Nominierungen
César 2024
- Auszeichnung als Beste Nachwuchsdarstellerin (Ella Rumpf)
- Nominierung als Bester Nachwuchsdarsteller (Julien Frison)

Prix Lumières 2024
- Auszeichnung als Beste Nachwuchsdarstellerin (Ella Rumpf)

Schweizer Filmpreis 2024
- Auszeichnung als Beste Darstellerin (Ella Rumpf)

Deutscher Hörfilmpreis 2025
- Nominierung in der Kategorie Spielfilm Kino[14]